# Jacopo Cabianca

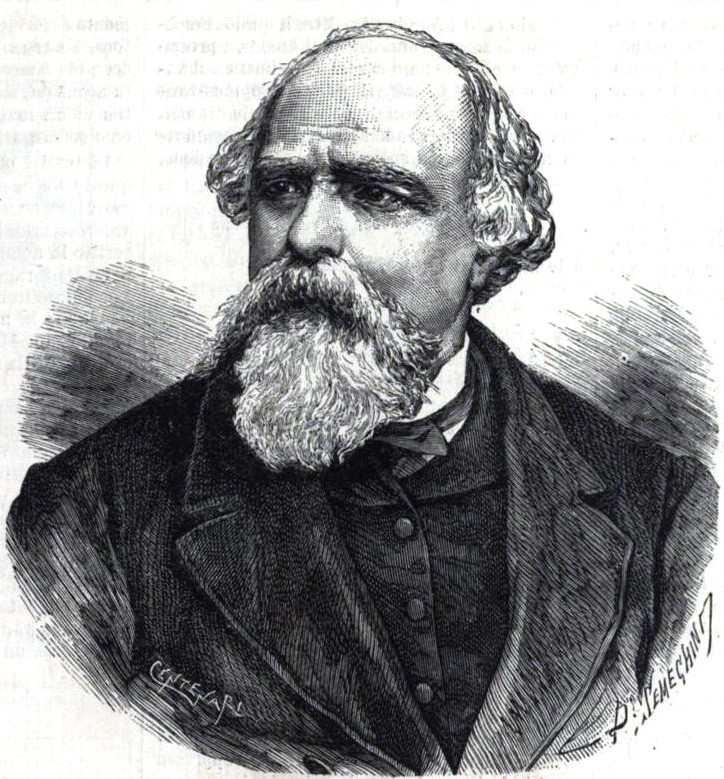
Jacopo Cabianca

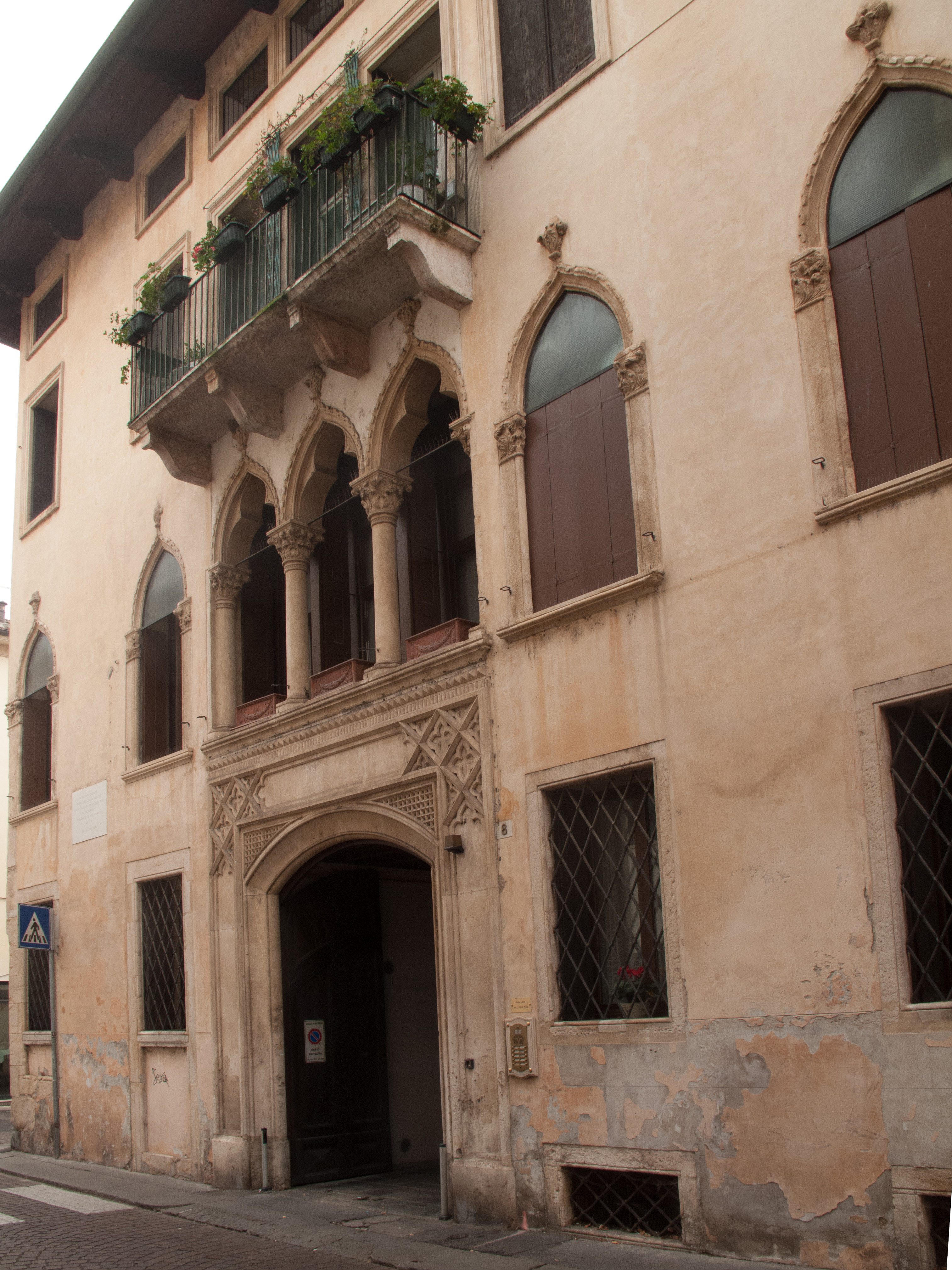
Vicenza - Palazzo Volpe Cabianca - facciata

Jacopo Cabianca (Vicenza, 10 febbraio 1809 – Schiavon, 28 gennaio 1878) è stato un poeta e romanziere italiano.

## Biografia
Proveniente da una famiglia nobile ed agiata, studiò legge all'università di Padova, ma si dedicò soprattutto alla letteratura. Laureatosi nel 1831 il C. continuò a dedicarsi alla letteratura, contro i desideri del padre che gli rimproverava di trascurare e dissipare il patrimonio familiare. Nel 1843 Cabianca sposò la baronessa Sofia Fioravanti Onesti; dal matrimonio nacquero tre figlie una delle quali, Lucia, scrisse dei versi. Si dedicò anche allo studio di sperimentazioni agricole e della progettazione di parchi. In questo ambito si ricorda la sua opera Dei giardini e dell'orticoltura della Provincia di Vicenza. Scrisse inoltre un poema in dodici canti sulla vita del grande poeta Torquato Tasso. Fu amico di Ippolito Nievo ed Aleardo Aleardi. Negli ultimi anni della sua vita fu afflitto da paralisi progressiva.

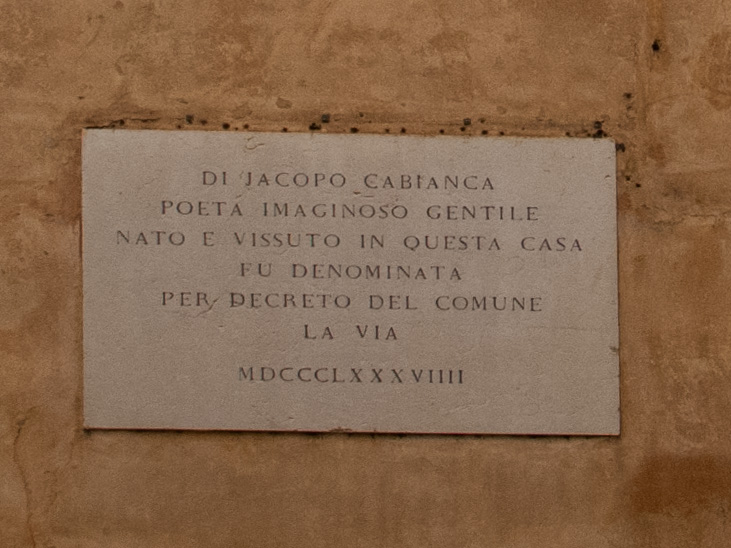
Vicenza - Lapide commemorativa del poeta

Presso la sua casa, il comune di Vicenza ha posto una targa, con la seguente iscrizione: 
Di Jacopo Cabianca

poeta imaginoso gentile

nato e vissuto in questa casa

fu denominata

per decreto del comune

la via

MDCCCLXXXVIIII

## Opere

### Liriche
- Maria di Würtemberg: cantica, Milano: Tipografia di P. Lampato, 1840.
- Venezia: canti e ballate, Venezia: Stab. tip. Antonelli, 1867.
- Ore di vita: odi, Milano: G. Truffi, 1837; Ore liete e tristi: odi, Rovigo: Imperial regio stabilimento nazion. privilegiato Minelli, 1850; Ore di vita: 1833-1843, 4ª ed., Milano: coi tipi di G. Bernardoni, 1876; Ore di vita ed altre liriche, 5ª ed., Milano: Natale Battezzati, 1877.

### Novelle in versi
- La veglia delle nozze, Padova: nella tipografia del Seminario, 1830.
- Lucrezia degli Obizzi, Padova: coi tipi della Minerva, 1830.
- Speronella Dalesmanina, a cura di Francesco Gualdo, Padova: coi tipi della Minerva, 1832.
- La montagna di Santa Odilla, Padova: tip. Cartallier e Sicca, 1838.
- Il cavaliere fedele, Rovigo: Imperial regio stabilimento nazion. privilegiato Minelli, 1845.

### Poemetti
- Torquato Tasso: canti tre, Milano: coi tipi di Santo Bravetta, 1836.
- Il Torquato Tasso: canti dodici, Venezia: Tip. del commercio, 1858 (Google Books)
- Canzone, Alla Signora Carolina Scutellari Boldrini in morte della sua figlia Pia, Tip. Bresciani, Ferrara, 1862.

### Teatro
- La sposa di Messina, dramma tragico in due parti da rappresentarsi nel gran Teatro La Fenice nel carnovale e quadragesima 1838-39, poesia di Jacopo Cabianca, musica del maestro Nicola Vaccaj, Venezia: Tipografia di Giuseppe Molinari, 1839.
- Gaspara Stampa: dramma in versi, Venezia: Tipografia di L. Gattei, 1857.
- L'ultimo dei Koenigsmarck: dramma in versi, Milano: Tip. Motta di M. Carrara, 1857.
- Il buon angelo di Siena, Milano: dalla tipografia Motta di M. Carrara, 1857.
- Niccolò Capponi: dramma storico in versi, Firenze: coi tipi di Felice Le Monnier, 1861.
- Re Manfredi: dramma in due atti ed un prologo, [libretto di Jacopo Cabianca], musica del maestro Andrea Casalini, opera postuma da rappresentarsi per la prima volta nel teatro Doria di Genova l'anno 1872, Vicenza: Tipografia Nazionale Paroni, 1872.

### Romanzi
- Giovanni Tonesio, Parigi: Libreria Maire-Nyon; Livorno: Presso l'Emporio Librario, 1846 (Bastia: Tipografia Fabiani)